# Эль-Гиза
Эль-Ги́за (араб. مدينة الجيزة‎ [el ˈgiːze], масри: [elˈgiːzæ]; копт. Ⲅⲓⲍⲁ [ˈgiːza], Ϯⲡⲉⲣⲥⲓⲥ [tiˈpeːrsis], позднекопт./бохарск. Дибарсис) — город в Арабской Республике Египет, в Верхнем Египте, на левом берегу Нила, станция на железной дороге Каир — Асуан, юго-западный пригород Каира.
Административный центр мухафазы Эль-Гиза. Население — 4 458 135 жителей (2023) — третий по численности населения город Египта.

## Название
Коптское название города Типерсис (копт. Ϯⲡⲉⲣⲥⲓⲥ и его вариант копт. Ϯⲡⲉⲣⲥⲓⲥ Ⲛⲃⲁⲃⲩⲗⲟⲛ — Типерсис Вавилонский), которое можно перевести как «персидский» или «персы», связано с Сасанидской оккупацией Египта, при которой и были построены крепости в нынешней Гизе и Вавилоне Египетском. Кроме того, Евтихий приводит легенду об основании крепости Артаксерксом Охом, а Абу Салих — неидентифицированным персидским царём Хушем (возможно являвшимся Сасанидским наместником) одновременно с основанием Каср аш-Шама.
В византийский период южнее Гизы была расположена деревня Филаки (греч. Φυλακή) или Тирсо (копт. Ⲧⲉⲣⲥⲱ) (оба названия означают «караул, сторожевой пост»), нынешняя Тирса (араб. ترسا‎), которую не следует путать с Гизой-Типерсисом.
Арабское название Аль-Джиза (масри Аль-Гиза) имеет неясную этимологию. Существует редкий нерегулярный арабский (скорее всего арамейский по происхождению) корень, означающий «край, бок» и даже «страница», который Аль-Макризи считал основой этого названия. Эверетт-Хит предполагал, что название происходит от егип. r-gs-ḥr «в стороне от высоты (пирамид)». Пейст говорит об иранском происхождении названия из среднеперс. diz «форт, крепость», которым персы, за неимением лучшего названия, называли пирамиды.

## История
Гиза была северным кладбищем Мемфиса и прославилась во времена IV династии после постройки великих пирамид, хотя здесь находятся гробницы и фараонов первых трех династий.
Близ Эль-Гизы в Ливийской пустыне сохранился величественный комплекс пирамид-гробниц фараонов Хеопса (Хуфу), Хефрена (Хафра) и Микерина (Менкаура), сооружённый в 1-й половине III тыс. до н. э. и причислявшийся эллинистической литературой к «семи чудесам света». Рядом с ними — Большой сфинкс, Музей солнечной ладьи.
В залах бывшего дворца вице-короля размещается музей египетских древностей.
В 969 году н. э. арабская армия под предводительством Джаухара вторглась в Египет и одержала убедительную победу над армией Аббасидов в битве под Гизой.
К концу XX века Гиза срослась с Каиром и представляет собой западную (левобережную) часть Каирского мегаполиса. Здесь расположено большинство посольств, включая российское. Также здесь расположены корпуса Каирского университета.
В 1999 году в Гизу была продлена 2-я линия каирского метро.

## Города-побратимы
- Ринкебю, Швеция[источник не указан 3225 дней]
- Лос-Анджелес, США[11] (с 21 ноября 1989[12])
- Стамбул, Турция[13] (с 8 ноября 2012[14])